# Magny, Eure-et-Loir
Magny är en kommun i departementet Eure-et-Loir i regionen Centre-Val de Loire strax norr om centrala Frankrike. Kommunen ligger i kantonen Illiers-Combray som tillhör arrondissementet Chartres. År 2022 hade Magny 652 invånare.

## Befolkningsutveckling
Antalet invånare i kommunen Magny
Referens:INSEE